# Ń
Ń (minúscula: ń) es una letra formada colocando una tilde aguda sobre la letra N. Representa en el alfabeto łacinka bielorruso; en los alfabetos del polaco, el casubio, el wymysorys y el sorabo; y en la romanización del jemer el sonido de la Ñ /ɲ/.
En yoruba, se usa para conectar un pronombre a un verbo. Por ejemplo, cuando se usa el pronombre "yo" y el verbo "comer", resulta mo ń jeun. Se pronuncia con un sonido distintivo un.
En sami de Lule representa /ŋ/. Se utiliza en la romanización Yale del cantonés cuando la sílaba nasal /ŋ̩/ tiene un tono ascendente.
En kazajo, se propuso en 2018 para reemplazar la Ң cirílica en su propia versión del alfabeto latino para representar /ŋ/. La propuesta se modificó después a Ŋ a finales de 2019.

## En polaco
En polaco, es una letra por derecho propio que aparece directamente después de n en el alfabeto. No obstante, ninguna palabra polaca comienza con esta letra, ya que Ń no puede aparecer antes de una vocal, solo puede aparecer antes de una consonante o en la posición final de la palabra. En el primer caso, un dígrafo ni se utiliza para indicar una palatal (o más bien alveolo-palatal) n. Si la siguiente vocal es i, solo aparece una i.

### Ejemplos
- kwiecieńⓘ (abril)
- hańba (vergüenza)
- niebo (cielo, cielo)
- jedzenie (comida)
- dłoń (mano)
- słońce (sol)

## Unicode
Caracteres HTML y puntos de código Unicode:
- Ń: &#323; or &#x143; – U+0143
- ń: &#324; or &#x144; – U+0144

En Unicode, Ń y ń se encuentran en el bloque "Latin Extendido-A".